# Велетень
Велетень (укр. Велетень; до 2024 года — Першотравневое) — село (до 2010 г. — посёлок) в Змиёвской городской общине Чугуевского района Харьковской области, Украина.
Код КОАТУУ — 6321780509. Население по переписи 2001 года составляло 2205 (1017/1188 м/ж) человек.

## Географическое положение
Село находится в семи км от правого берега реки Мжи по обеим сторонам железной дороги Харьков-Лозовая (Курско-Харьковско-Азовской);
на расстоянии трёх км расположены сёла:
Борочек Второй,
Джгун,
Гришковка,
Виловка.
Через село проходят двухпутная железная дорога Москва-Симферополь и расположена станция Спасов скит (бывшая Первомайская); и автомобильная дорога Т-2107.
К селу примыкает лесной массив (сосна, дуб).

## Происхождение названия
В 1889 году с противоположной от хутора Шеметов, названного по фамилии основателя, с западной стороны КХАЖД был построен Спасов скит Святогорской пу́стыни, названный в честь Христа Спасителя;
после ВОСР 1917 года Спасов Скит был переименован в Шеметов;
в начале 1930-х Шеметов переименован в посёлок Первомайский на русском языке в честь Дня международной солидарности трудящихся — 1 мая, позже стал называться Першотравневое.
Хутор, ж.д. станция и затем посёлок были названы в честь праздника весны и труда Первомая, отмечаемого в различных странах 1 мая; в СССР он назывался Международным днём солидарности трудящихся.
В 2024 году переименован в Велетень.

## История
- Начало 19 века — основан хутор Шеметов.[7]
- В 1868 году хутора располагались с севера на юг на территории современного села с восточной стороны будущей железной дороги КХАЖД: Мирный, Шеметов, Петруши.[8]
- 17 (29) октября 1888 года — крушение императорского поезда Императора Всероссийского Александра III на окраине Шеметова хутора близ станции Борки.
- 1889 — здесь основан Спасов скит Святогорского монастыря Харьковской епархии Русской Православной Церкви, в котором в 1917 было более ста монахов[1] (в Святогорском монастыре тогда их было более семисот.)
- 1891-94 — здесь построен православный храм Христос Спаситель|Христа Спасителя по проекту архитектора Роберта Марфельда.
- В 1908 году в скиту открылся Харьковский отдел Союза Русского народа, в который вступило всё «чёрное» (монашеское) духовенство Спасова скита.[1]
- 27 декабря 1918-начало января 1919 — здесь «красная» 6-я повстанческая дивизия Павла Дыбенко ограбила монастырь и расстреляла настоятеля скита архимандрита Родиона и, — по данным краеведа Ю. Коловрата, 49[1] монахов братии Спасова скита и шесть раненых гетманских офицеров; по данным краеведа П. Альбощего, — пять человек; по данным «Истории Харьковской епархии» — архимандрита Родиона (с него сняли скальп), иеромонахов: благочинного Анастасия; Амвросия, Израиля, Иринарха, Модеста, иеродиакона Феодота и нескольких мирян — беженцев.[9]
- 18 октября 1920 года верующие села Калюжное Константиноградского уезда Полтавской губернии получили от Змиевской рабоче-крестьянской инспекции разрешение на разборку и перевозку деревянной (первоначальной) церкви Спаса Нерукотворного; она была разобрана и перевезена туда.[9]
- 11 мая 1922 года имущество и постройки Спасова скита были переданы колонии инвалидов-железнодорожников и детскому дому имени Октябрьской революции.[9]
- В начале 1920-х годов здесь на территории скита был организован детский дом Дорпрофсожа для детей голодающего Поволжья.[1]
- Летом 1927 года территория колонии инвалидов перешла к детдому.[9]
- В 1920 Спасов скит был переименован в Шеметов по фамилии основателя хутора,[1] хотя сам небольшой хутор Шеметов находился далеко в стороне (на восток).
- В 1920-х были открыты школа, библиотека (ныне здание развалено) и музыкальный кружок.[1]
- В конце 1920-х годов организован колхоз, впоследствии племенной завод-совхоз, по разведению элитных пород лошадей и крупного рогатого скота «Красный великан» (укр. Червоный велетень).[1] Был приватизирован в 1996 году.
- В начале 1930-х годов (до 1940) Шеметов переименован[1] в Первомайский.[2] в честь 1 мая. Это привело к путанице, так как рядом по той же линии железной дороги уже был один Первомайский (но не Змиевского, а Алексеевского района), и люди зачастую выходили не на той станции;[1] а всего в 1930-х годах в большой Харьковской области, в которую входили нынешняя Сумская и Полтавская, Первомайских было до тридцати.[1]
- В 1940 году, перед ВОВ, в Первомайском были 51 двор и сельсовет.[2]
- В 1940 году, перед ВОВ, на хуторе Шеметы были 4 двора.[10]
- Во время Великой Отечественной войны с октября 1941 по начало сентября 1943 село и племсовхоз находились под фашистской оккупацией (с перерывами).
- Направление Первомайский-Борки было ареной ожесточённых боёв с целью перерезать железную дорогу Харьков — Лозовая — Днепропетровск в мае 1942, феврале-марте 1943 и сентябре 1943 года.
- 7 сентября 1943 — во время ВОВ разрушен храм Христа Спасителя; частично разрушена часовня на месте крушения.[1]
- 1970-е — была доразрушена часовня на месте крушения царского поезда.
- В 1946 году Указом Президиума Верховного Совета УССР хутора Шеметов и Первомайский официально переименованы в село 'Першотра́вневое[11].
- В 1992 году здесь действовали аптека, больница, газораспределительная станция, детский сад, две котельные, столовая, магазины, пожарное депо, гараж, электроцех, стройцех, склад, школа, чулочная фабрика, совхоз «Червоный велетень», совхоз рабкоопа.[12]
- В 2010 Первомайский был лишён статуса посёлок и получил статус село (Первомайское).[1]
- До 17 июля 2020 года село входило в Змиевской район и в Борковской сельский совет; в рамках административно-территориальной реформы по новому делению Харьковской области[13][14] этот сельсовет, как и весь Змиевской район области, были ликвидированы; Первомайское и его территории были присоединены к … территориальной общине Чугуевского района.
- В 2024 переименован в Велетень.

## Экономика
- Молочно-товарная ферма (МТФ).
- ОАО «Племенной завод „Червоный велетень“»[15], ранее совхоз «Красный великан».

## Объекты социальной сферы
- Детский сад.
- Первомайская средняя (общеобразовательная) школа I—III ступеней.
- Первомайский Дом культуры.

## Достопримечательности
- Памятник погибшим близ места крушения царского поезда.
- Памятная доска на месте крушения поезда.
- Памятник императору Всероссийскому Александру Третьему.
- Бывшая трапезная Спасова скита (ныне амбулатория).

## Религия
- Храм Христа Спасителя (Борки) — разрушен в 1943; строится вновь с 2013 года.
- Часовня Спаса Нерукотворного образа — восстановлена в 2003 году на месте крушения императорского поезда[16][17]

## Транспорт
- Железнодорожная платформа: «Спасовка»[18] (с 1889), «Святогорский Спасов скит»[18] (до ВОСР), Первомайская[18] (до 2003), Спасов скит (с 2003)[18].

## Известные люди
- Сидоров, Тихон Егорович — камер-казак, погибший на данном месте 17 октября 1888 года.
- Герман (Клица) — православный святой из Собора Святогорских святых.
- Иоанн (Злобин) — православный архиепископ Аляскинский.